# Witbuiknon
De witbuiknon of prachtnon (Lonchura spectabilis) is een zangvogeltje behorend tot de familie van de prachtvinken (Estrildidae). Het is een endemische vogelsoort uit Nieuw-Guinea.

## Kenmerken
De witbuiknon is 10,5 cm lang. Opvallend aan deze prachtvink is de combinatie van een geheel witte buik, zwarte kop en bruine vleugels en rug. Het mannetje en vrouwtje zijn vrijwel identiek.

## Verspreiding en leefgebied
De witbuiknon komt voor in het noorden van Nieuw-Guinea van Papoea (Indonesië) tot in het noordelijk deel van Papoea-Nieuw-Guinea, vooral op Nieuw-Brittannië. Het leefgebied is door menselijke activiteiten ontstaan grasland dat voorkomt in de middengebergten onder de 2000 m boven de zeespiegel, soms tot wel 3000 m, maar ook wel in vergelijkbaar gebied in laagland. Het is een plaatselijk algemeen voorkomende vogel.
De soort telt vijf ondersoorten:
- L. s. wahgiensis: noordoostelijk Nieuw-Guinea.
- L. s. gajduseki: het oostelijke deel van Centraal-Nieuw-Guinea.
- L. s. sepikensis: oostelijk het noordelijke deel van Centraal-Nieuw-Guinea.
- L. s. mayri: westelijk het noordelijke deel van Centraal-Nieuw-Guinea.
- L. s. spectabilis: de eilanden in de Bismarck-archipel.

## Status
De witbuiknon heeft een groot verspreidingsgebied en daardoor alleen al is de kans op de status kwetsbaar (voor uitsterven) uiterst gering. De grootte van de populatie is niet gekwantificeerd. Er is geen aanleiding te veronderstellen dat de soort in aantal achteruit gaat. Om deze redenen staat de witbuiknon als niet bedreigd op de Rode Lijst van de IUCN.